# جاك وود
جاك وود (بالإنجليزية: Jack Wood)‏ هو كاتب سيناريو أمريكي، ولد في 1924، وتوفي في 18 فبراير 2007.

## وصلات خارجية
- جاك وود على موقع IMDb (الإنجليزية)
- جاك وود على موقع قاعدة بيانات الفيلم (الإنجليزية)
- جاك وود على موقع كينوبويسك (الروسية)